# 권익환 (뮤지컬 배우)
권익환(1998년 11월 27일 ~)은 대한민국의 뮤지컬 배우다. 2022년 뮤지컬 '스톤 The Stone'으로 정식 데뷔했다.

## 방송
- 필수연애교양 (2019) - 현수 역
- 팬텀싱어 3 (2020) - Top74
- 너의 목소리가 보여 8 (2021) - 마마무 편 3라운드 탈락 (최후의 2인)
- 아티스탁 게임 (2022) - Top48(21위)

## 공연
- 우리가락 트롯 한마당 (2021, 2022)
- 스톤 The Stone (2022) - 사이먼 역
- ACHILLES 2022 LIVE CONCERT in Seoul (2022) - 파트로클로스 역
- V 에버 애프터 (2022) - 프란체스 역

## 뮤직비디오
- 오이스터 <달> (2019)
- 편서희 <우릴 찾던 바람이 다시 불어 올 거야> (2019)